# Чижово (Сумская область)
Чижово (укр. Чижове) — село,
Червленовский сельский совет,
Лебединский район,
Сумская область,
Украина.
Код КОАТУУ — 5922989104. Население по переписи 2001 года составляло 14 человек .

## Географическое положение
Село Чижово находится около балки Сухая Долина.
На расстоянии в 1 км расположено село Новосёловка.
По селу протекает пересыхающий ручей с запрудой.